# Chourgnac
 Chourgnac  (en occitano Chornhac) es una población y comuna francesa, situada en la región de Aquitania, departamento de Dordoña, en el distrito de Périgueux y cantón de Hautefort.

## Demografía
| 113 | 94 | 71 | 72 | 71 | 56 |
| Para los censos de 1962 a 1999 la población legal corresponde a la población sin duplicidades (Fuente: INSEE [Consultar]) |    |    |    |    |    |